# رویال پالم استیتز (فلوریدا)
رویال پالم استیتز (به انگلیسی: Royal Palm Estates) یک منطقهٔ مسکونی در ایالات متحده آمریکا است که در شهرستان پام بیچ، فلوریدا واقع شده‌است. رویال پالم استیتز ۲٫۱ کیلومتر مربع مساحت و ۳٬۵۸۳ نفر جمعیت دارد و ۵ متر بالاتر از سطح دریا قرار دارد.